# Utopenec (přírodní památka)
Utopenec je přírodní památka na rozhraní katastrálních území Studnice u Hlinka a Lhoty v okrese Chrudim. Oblast spravuje Agentura ochrany přírody a krajiny ČR – RP SCHKO Žďárské vrchy. Předmětem ochrany je niva Vortovského potoka od hráze rybníka Utopenec k Hamerské přehradě – rašelinné louky se vzácnou květenou v meandrujícím korytě potoka.

## Další fotografie

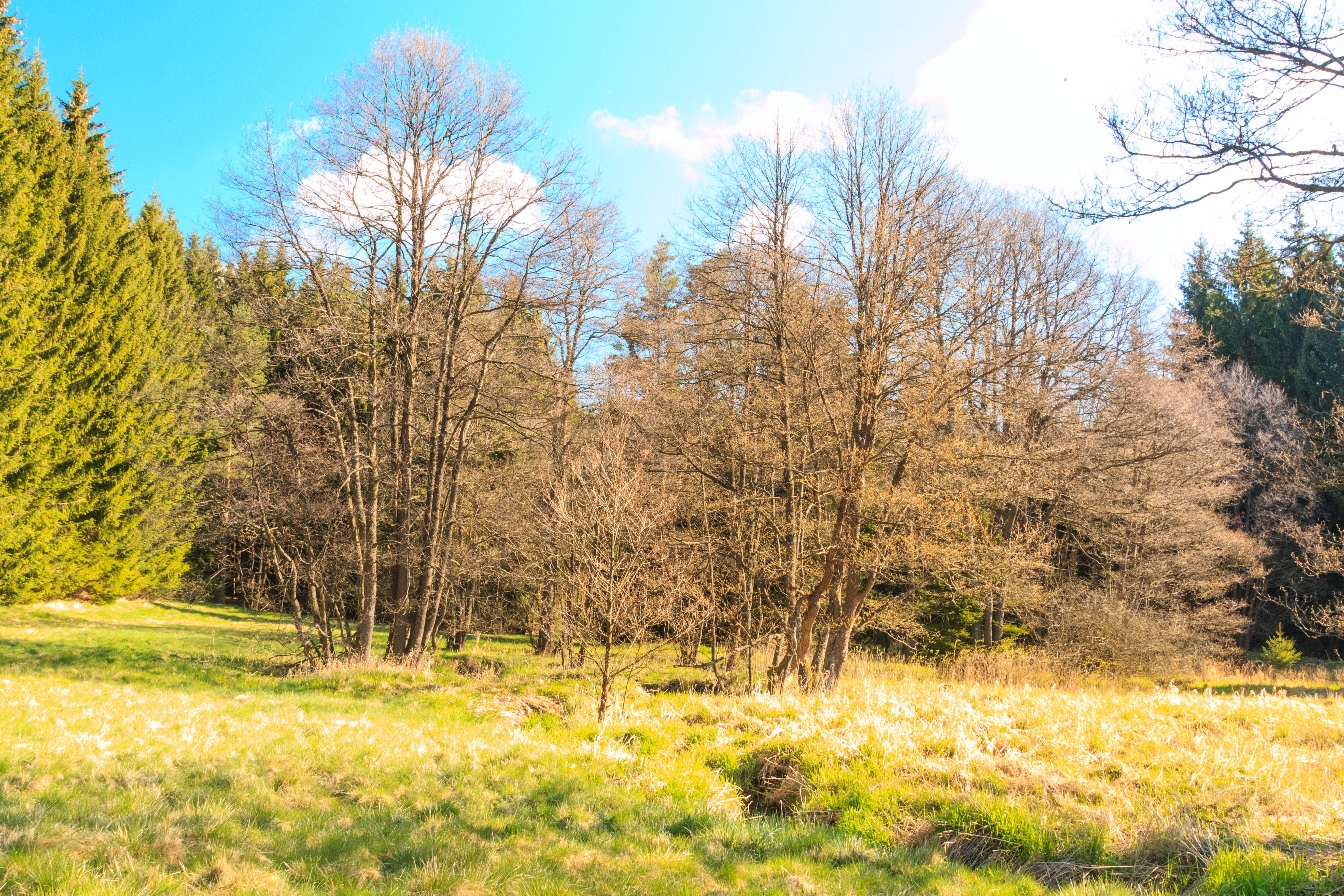
Přírodní památka Utopenec
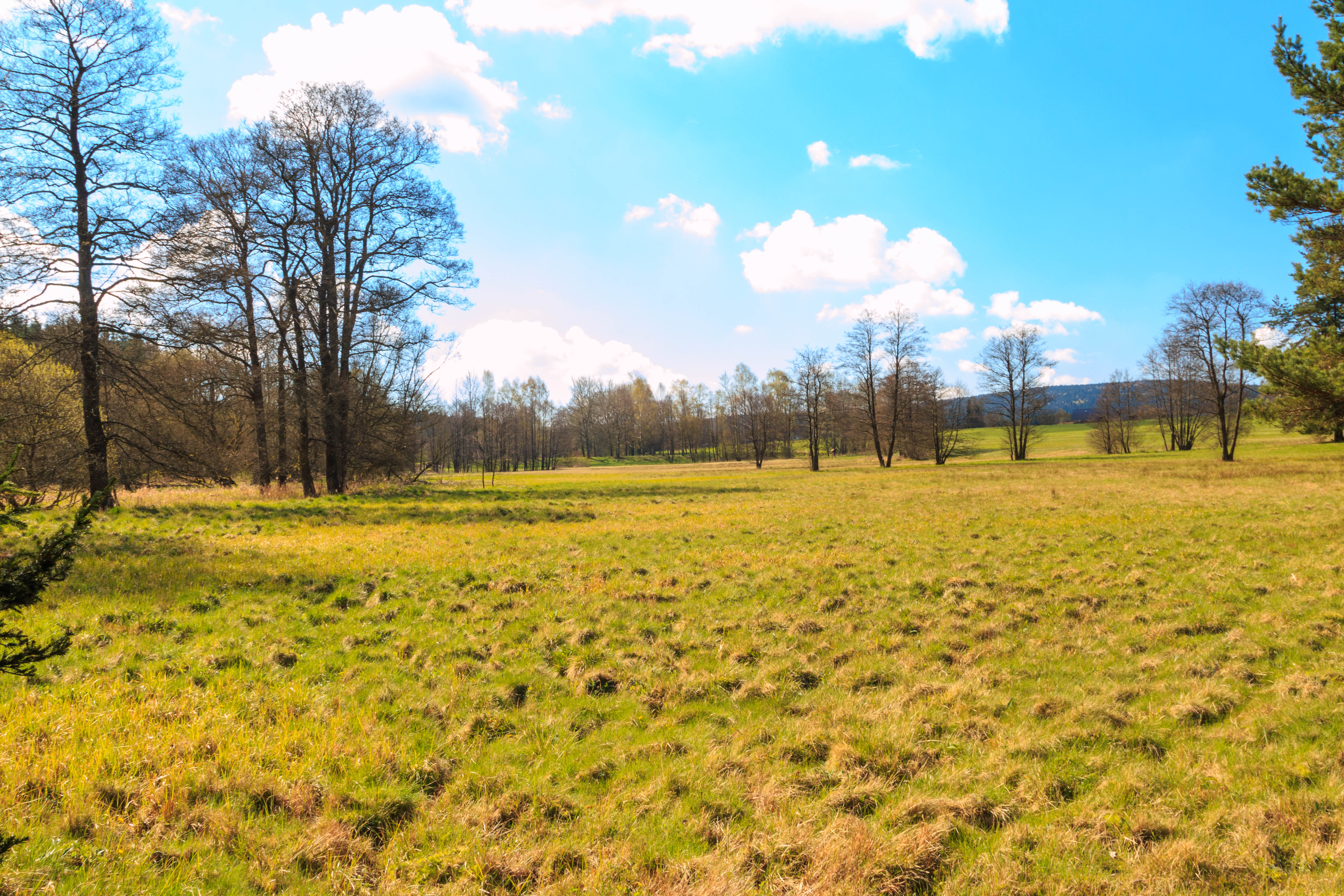
Přírodní památka Utopenec
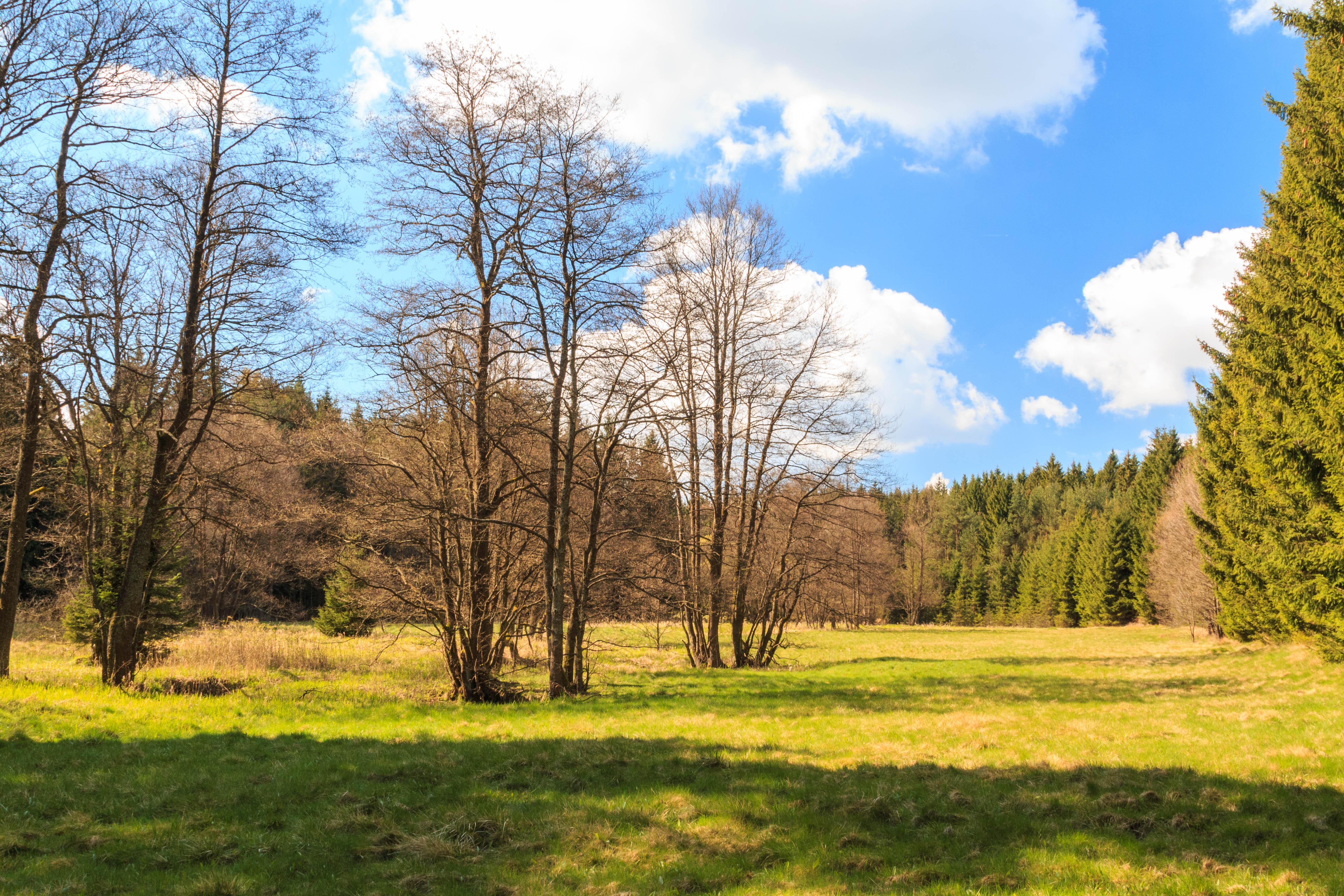
Přírodní památka Utopenec